# Американски сом
Американският сом (Ameiurus nebulosus) е вид лъчеперка от семейство Ictaluridae. Видът е незастрашен от изчезване.

## Разпространение и местообитание
Разпространен е в Канада и САЩ.
Среща се на дълбочина от 0,1 до 40 m, при температура на водата около 8 °C и соленост 32 ‰.

## Описание
На дължина достигат до 55 cm, а теглото им е максимум 2740 g.
Продължителността им на живот е около 9 години. Популацията на вида е стабилна.